# أندريه كراوزيك
أندريه كراوزيك (بالبولندية: Andrzej Krawczyk)‏ هو منافس ألعاب قوى بولندي، ولد في 11 أبريل 1976 في بلونسك ‏ في بولندا.

## وصلات خارجية
- أندريه كراوزيك على موقع الاتحاد الدولي لألعاب القوى (الإنجليزية)
- أندريه كراوزيك على موقع الرابطة البولندية لألعاب القوى (البولندية)